# Brama Krakowska w Warszawie

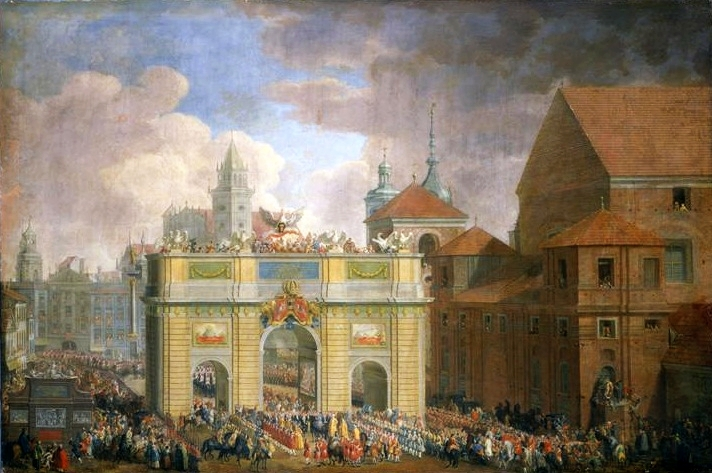
Brama Krakowska (w głębi) na pocz. XVIII wieku

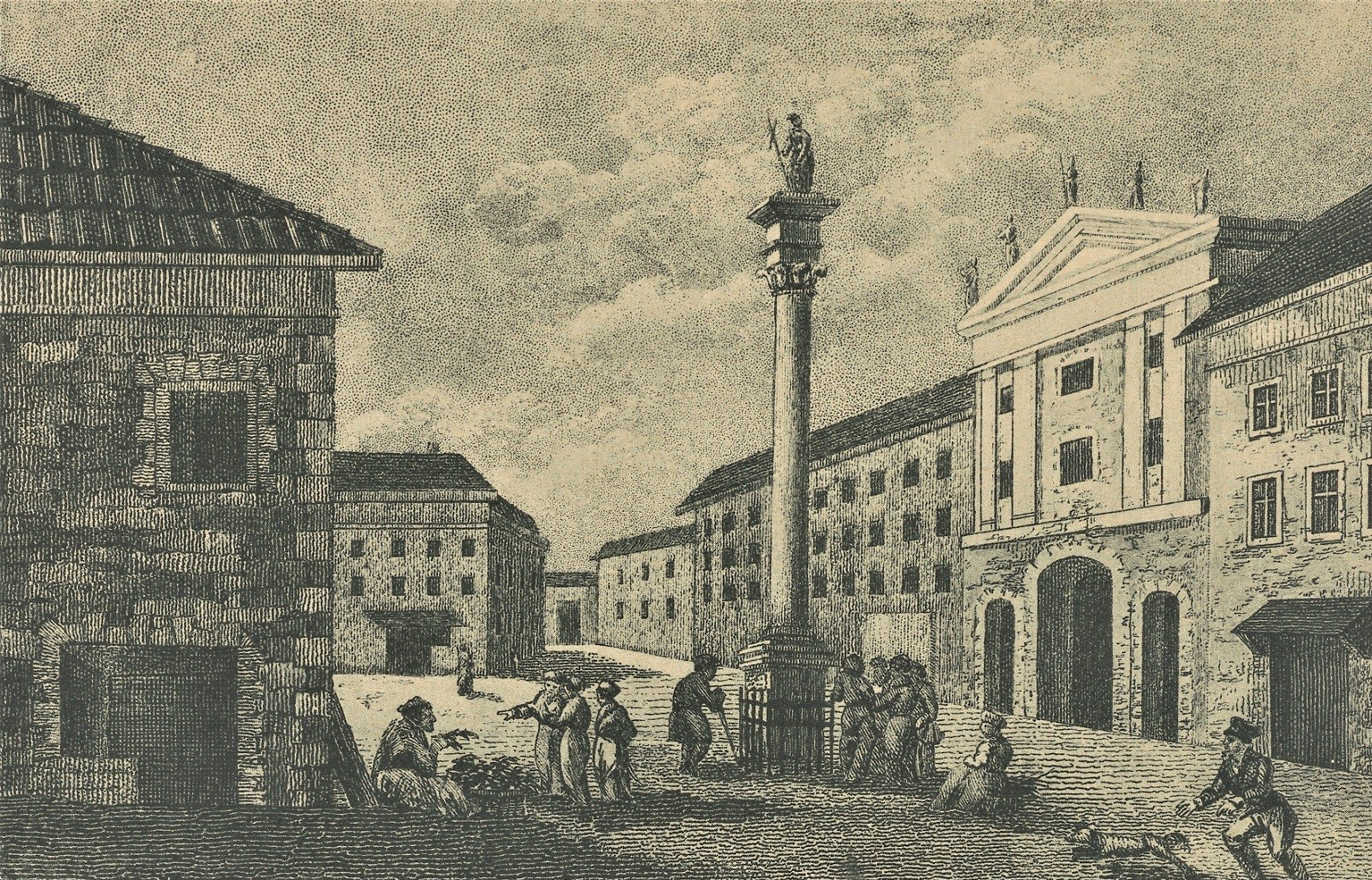
Brama Krakowska ok. 1800

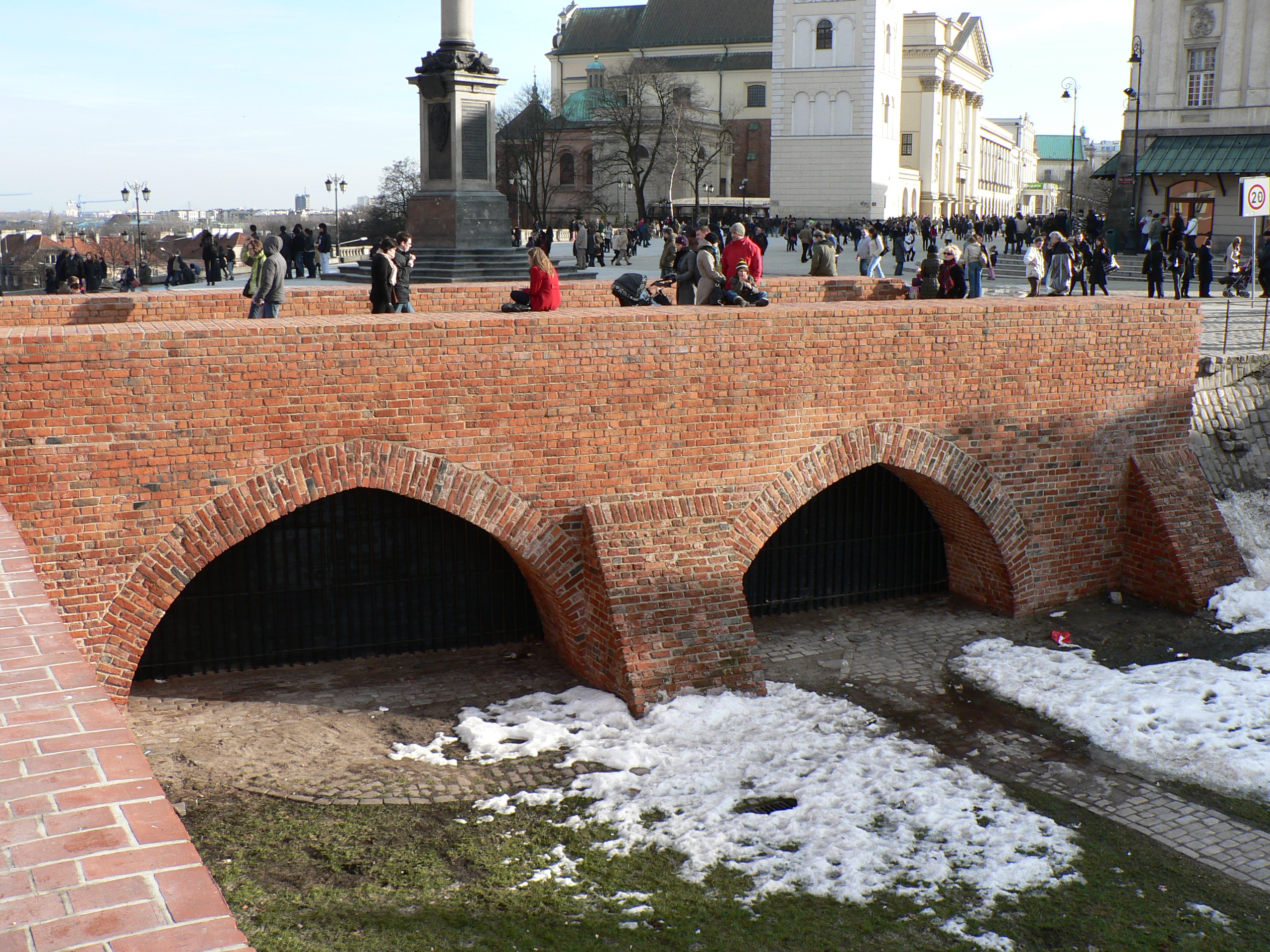
Most gotycki przed dawną Bramą Krakowską

Brama Krakowska, Wieża Dworzan (także Brama Przedmieścia, Brama Czerska, Brama Bernardynów) – brama, która znajdowała się w murach miejskich Warszawy, przy Zamku Królewskim na obecnym placu Zamkowym. Rozebrana w 1818 roku.

## Historia
Pierwotnie w miejscu późniejszej Bramy Krakowskiej wzniesiono tzw. Wieżę Dworzan z bramą przy wylocie ulicy Bernardyńskiej, obecnej południowej pierzei placu Zamkowego. Bliżej w kierunku zamku i Wieży Grodzkiej znajdowała się starsza, kwadratowa wieża, tzw. Wieża Księcia Janusza Starszego. Wieża Dworzan stała od strony wjazdu od Ujazdowa i Czerska, wcześniejszych siedzib książąt mazowieckich, stąd znana jest także pod nazwą Brama Czerska.
Wieża Dworzan zbudowana została w czasie pierwszej fazy budowy murów miejskich przed rokiem 1339 (odcinek od dzisiejszego placu Zamkowego do Wąskiego Dunaju). W pierwszej ćwierci XV wieku wzniesiono na odcinku tej wieży drugi ciąg murów, w tym czasie powstał też murowany gotycki most na przedbramiu, jedyny zachowany fragment dawnej bramy (zrekonstruowany w latach 80. XX wieku).
W latach 1643–1644 wzniesiono przy niej Kolumnę Zygmunta. Brama ta odegrała pewną militarną rolę w czasie potopu szwedzkiego w trakcie kolejnych szturmów miasta. W trakcie drugiej okupacji, do której doszło po bitwie trzydniowej, została wysadzona przez Szwedów.
W 1694 brama została przebudowana w stylu barokowym (m.in. podwyższono ją o jedno piętro) i stopniowo zrosła się z sąsiednimi kamienicami. Zasypano także fosę i most gotycki. Plac przed bramą nosił nazwę Czerskie Przedmieście, a od XV wieku Bernardyńskie Przedmieście, gdy powstał kościół św. Anny wraz z klasztorem bernardynów. Od XVI wieku plac ten znany jest jako Krakowskie Przedmieście.
Brama została rozebrana w roku 1818.
Na fundamenty Bramy Krakowskiej z zasypaną fosą i mostkiem gotyckim napotkano w trakcie budowy Trasy W-Z. Później zrekonstruowano na poziomie ulic przebieg średniowiecznych murów obronnych. Zarys bramy został uwidoczniony na bruku, podobnie jak i muru pomiędzy zamkiem a bramą (bez wieży przy zamku i baszty w zewnętrznej linii murów).